# Nanette Schechner-Waagen
Nanette Schechner (Munic, 3 de febrer, 1804 - Idem., 29 d'abril, 1860), va ser una cantant clàssica alemanya.

## Biografia
Nanette Schechner era filla del mecànic i inventor de Munic Xaver Schechner. Va rebre les seves primeres classes de piano i cant d'un actor. Després va quedar sota la cura de la mestra de cant del cor del teatre Dorothea Güthe i va participar en el cor de l'òpera italiana. El seu talent va ser reconegut aviat, així que el director de l'Òpera de la Cort Italiana de Munic la va enviar a l'Institut de Cant Ferdinando Orlandi per continuar la seva formació. Quan la cèlebre contralt Giuseppina Grassini (* 1773 a Varese; † 1850 a Milà) va voler aparèixer a l'òpera Gli Orazi e i Curiazi de Domenico Cimarosa a Munic a principis de la dècada de 1820, només a Schechner se li va poder confiar la interpretació de Curiazio. Tot i que amb prou feines estava entrenada, la bellesa i la plenitud de la seva veu eclipsaven els mitjans i l'habilitat de la ja envellida Grassini fins al punt que cantava pitjor del que era habitual. A partir d'aleshores, Orlandi va prestar especial atenció a Schechner i li va ensenyar solfeig, mentre que Domenico Ronconi assajava papers amb ella. Quan va cantar amb Henriette Méric-Lalande el 1825, igual que amb Grassini, també va brillar al seu costat per la seva comprensió i la seva forta voluntat i va aconseguir un gran èxit arreu. Ja el 1821 havia estat contractada per l'òpera italiana; El juliol de 1822 va aparèixer per primera vegada com a Servilia a La clemenza di Tito i aviat també va cantar Ännchen a Der Freischütz. A partir de l'1 d'octubre també va ser reclutada per a l'òpera alemanya, a la qual va ser assignada en exclusiva a partir de l'1 de juliol de 1825.
Aquell any va cantar Fidelio amb gran èxit a l'Òpera de la Cort de Munic i també va fer gires com a convidada (incloses Stuttgart i Karlsruhe). A la primavera de 1826 va deixar Munic i va anar primer a Viena. Va debutar com a Emmeline a Die Schweizer Familie al Kärntnertortheater amb un èxit excepcional i va ser comparada amb la jove Anna Milder. Va aconseguir els seus majors triomfs amb La gazza ladra de Rossini. Tanmateix, com que no va rebre cap oferta adequada, aviat es va traslladar a Berlín, on també va causar una gran sensació durant les seves actuacions com a convidada el 1827 i el 1829. Va poder interpretar les òperes de Gluck i Mozart amb la mateixa confiança que el repertori francès i italià més recent. Va aparèixer com Agathe a Der Freischütz, així com com Julia a La Vestale de Spontini, i obres de Gluck.
Quan Schechner va tornar a Munic el 1828, va haver de substituir la recentment difunta Clara Metzger-Vespermann (* 1800, † 6 de març de 1827). Ara va interpretar amb gran èxit els papers d'Agathe a Der Freischütz, Fatime (a Oberon), la croada a Il crociato in Egitto (de Giacomo Mayerbeer|Meyerbeer]]) i Lady Macbeth (a Macbeth d'Hippolyte Chelard).
Schechner es va prometre amb el cantant Ludwig Cramolini a Viena el 1826/27 i es va casar amb el litògraf i pintor Carl Waagen el 17 d'octubre de 1831 i ara actuava com a Schechner-Waagen. No obstant això, la seva presència als escenaris va esdevenir menys freqüent a causa de l'embaràs i problemes de salut. El 1833 va tornar a aparèixer a Iphigénie de Gluck, però es va esforçar massa amb altres papers. Com que havia perdut la veu, va ser jubilada l'1 de desembre de 1834. Nanette Schechner va morir a Munic el 1860 als 54 anys.

## Tomba
La tomba de Nanette Schechner es troba al cementiri antic del sud de Munic (camp de tombes 33 – fila 7 – lloc 34) ♁ubicació. El marit de Nanette Schechner, Carl Waagen, i les seves filles Anna i Marie també estan enterrats a la tomba.

## Família
Els fills de Nanette Schechner van ser el major general ennoblit Gustav von Waagen (1832–1906), el pintor Adalbert Waagen (1834–1898) i el geòleg Wilhelm Heinrich Waagen (1841–1900). Les filles Anna Waagen i Marie Waagen (casades amb Großschedel entre 1848 i 1819) també s'esmenten a la làpida.
El geòleg Lukas Waagen (1877–1959) va ser un dels seus néts.